# Кацазо (Удине)
Кацазо је насеље у Италији у округу Удине, региону Фурланија-Јулијска крајина.
Према процени из 2011. у насељу је живело 70 становника. Насеље се налази на надморској висини од 678 м.